# Ballots
Ballots – miejscowość i gmina we Francji, w regionie Kraj Loary, w departamencie Mayenne.
Według danych na rok 2010 gminę zamieszkiwało 1279 osób, a gęstość zaludnienia wynosiła 35 osób/km².